# 泉州公交202路
泉州公交202路是中华人民共和国泉州市境内的一条公共交通线路，全程15公里。起讫点为福厦铁路泉州站至客运中心站，运营时间为福厦铁路泉州站：7:00-19:55；客运中心站：6:50-19:00

## 历史
- 2007年8月1日，泉州市公用事业局批复泉州市第二公共交通运输发展有限公司关于202路的特许经营权，批准第二公交以特许经营的方式开通202路[1]
- 2007年9月22日，厦门金旅于旧车站向第二公交交付202路运营所需车辆
- 2007年10月1日，202路正式开通，初期票价为1元/人。初期运行区间为客运中心站至北峰工业区。运营时间为6:00(夏)/6:30（冬）-19:30
- 2008年3月1日，202路调整始发站，由客运中心站调整至新中院始发[2]
- 2010年4月26日，202路再次调整运营区间。由新中院缩回客运中心站始发，并取消途径北峰工业区、北清东路，改为经由泉山路、普贤路至泉州火车站终到[3]同日，202路票价调整为一票制¥2.0/人。[4]
- 2015年8月25日，一部202路运营车辆在途径刺桐泉秀街口时，因车辆电路老化发生自燃。由于扑救及时，无人员伤亡[5]
- 2016年4月15日，202路在泉州火车站的发车点，由出站匝道东侧，改为从出站匝道西侧的公交、客运临时停靠点始发终到[6]
- 2017年6月10日，202路票价由一票制¥2.0降为一票制¥1.0[7][8]
- 2018年1月3日，202路全线更换为12部宇通ZK6805BEVG13型空调电动巴士，原有12部XML6922J13C退役。
- 2018年1月19日，因《泉州交发集团所属企业整合重组方案》印发实施[9]，202路自第二公交划入公交发展（公交集团前身）运营
- 2019年6月，202路增加2部金旅XML6805JEVY0C1型空调电动巴士，配车数增加至14部
- 2019年9月，因201路更换配车需要，202路抽调2部XML6805JEVY0C1至201路，配车数降为12部
- 2020年1月28日，受新型冠状病毒肺炎防控要求影响。202路自当日14:00起暂停运行至2月16日。[10][11]
- 2020年2月17日，202路自该日起恢复运营。[12]
- 2021年5月7日，202路接手并更换自6路、14路、44路、60路、K301路、K606路等划拨而来的8部中车时代TEG6820BEV01型空调电动巴士。原配11部宇通ZK6805BEVG13退至K208路、K702路使用。
- 2021年7月16日，受城北快速路F匝道施工，北清东路剑影学校路段封闭影响。自该日起202路临时取消停靠北清东路中石油站，改为途径城北路、泉山路南段至花博园站后原线行驶。运营时间、票价不变。[13]
- 2022年1月1日，城北快速F匝道完工通车，202路恢复途径北清东路中石油站，取消途径城北路、泉山路南段。[14]
- 2022年3月14日，受客运中心站划为疫情封控区影响，202路自该日起暂停运营至4月17日。[15][16]
- 2022年4月18日，202路恢复运营。[17]
- 2023年9月25日，自该日起202路单向增停站前广场站。原软件园北门更名为数字经济产业园北站。[18]
- 2025年1月1日，202路全线更换为11部福田BJ6851EVCA-30型空调电动巴士，原配8部TEG6820BEV01退役，配车数增加至11部。
- 2025年3月3日，因优化调整，202路取消途径客运中心站南门。改为途径坪山路、宝洲街、刺桐南路至公路一公司/泉秀街口后原线行驶，运营时间、票价不变。[19]
- 2025年8月1日，因K207路车辆更换需要，202路与K207路互换车辆。202路接手并更换自K207路退下的10部XML6805JEVY0C1，原配11部BJ6851EVCA-30退至K207路。配车数降为10部。

## 站点
| 路线 | 路线 | 路线 | 所在地区、街道 | 所在地区、街道               | 站点名            | 备注                     |
| ---- | ---- | ---- | -------------- | ---------------------------- | ----------------- | ------------------------ |
|      |      |      | 丰泽区         | 联丰大街 （原 站前东西大道） | 福厦铁路泉州站    | 起讫站                   |
|      |      |      | 丰泽区         | 联丰大街 （原 站前东西大道） | 站前广场          | ↑                        |
|      |      |      | 丰泽区         | 联丰大街 （原 站前东西大道） | 正骨医院北峰院区  | ↑                        |
|      |      |      | 丰泽区         | 联丰大街 （原 站前东西大道） | 数字经济产业园北  | ↓ 原名 泉州软件园北      |
|      |      |      | 丰泽区         | 联丰大街 （原 站前东西大道） | 群峰社区          |                          |
|      |      |      | 丰泽区         | 普贤路                       | 上下村            |                          |
|      |      |      | 丰泽区         | 普贤路                       | 戴厝              |                          |
|      |      |      | 丰泽区         | 普贤路                       | 群石小学          |                          |
|      |      |      | 丰泽区         | 普贤路                       | 田边              | 福建电力学院             |
|      |      |      | 丰泽区         | 普贤路                       | 田边村口          |                          |
|      |      |      | 丰泽区         | 泉山路                       | 清源山风景区      | 910医院路口              |
|      |      |      | 丰泽区         | 泉山路                       | 花园头            |                          |
|      |      |      | 丰泽区         | 泉山路                       | 泉州木偶剧院      | 泉州歌舞剧院 原名 花博园 |
|      |      |      | 丰泽区         | 北清东路                     | 北清东路中石油    | 原名 剑影学校            |
|      |      |      | 丰泽区         | 北清东路                     | 泉州科技中学      | 原名 北清东路            |
|      |      |      | 丰泽区         | 少林路                       | 后茂路口          |                          |
|      |      |      | 丰泽区         | 少林路                       | 圣福花苑          |                          |
|      |      |      | 丰泽区         | 少林路                       | 柑舍头            |                          |
|      |      |      | 丰泽区         | 东湖街                       | 侨乡体育馆        | 泉州海外交通史博物馆     |
|      |      |      | 丰泽区         | 刺桐北路                     | 人才大厦（↓）     | 线务局（↑）              |
|      |      |      | 丰泽区         | 刺桐北路                     | 湖心街口（↓）     | 国税局（↑）              |
|      |      |      | 丰泽区         | 刺桐北路                     | 东方银座（↓）     | 丰泽街口（↑）            |
|      |      |      | 丰泽区         | 刺桐北路                     | 刺桐公园（↓）     | 祥业花园（↑）            |
|      |      |      | 丰泽区         | 刺桐南路                     | 东美街口          | 下行方向原名 迪克斯      |
|      |      |      | 丰泽区         | 刺桐南路                     | 泉秀街口（↓）     | 公路一公司（↑）          |
|      |      |      | 丰泽区         | 刺桐南路                     | 泉州电信公司（↓） | 刺桐南路中段（↑）        |
|      |      |      | 丰泽区         | 刺桐南路                     | 正骨医院（↓）     | 丰泽交警大队（↑）        |
|      |      |      | 丰泽区         | 宝洲街                       | 雅园路口          | 原名 行政执法局          |
|      |      |      | 丰泽区         | 坪山路                       | 宝洲街口          | 原名 丰泽客运站          |
|      |      |      | 丰泽区         | 坪山路                       | 坪山路南段        |                          |
|      |      |      | 丰泽区         | 泉秀街                       | 客运中心站        | 起讫站                   |

## 票价
202路计价方式为一票制，票价¥1.0。
- 泉通卡普通卡9折，月票卡乘坐需刷1次，敬老卡、爱心卡有效
- 可使用泉城通APP及支付宝、云闪付、微信乘车码支付

## 配车
202路配车数总计10部，其中：
- 金旅XML6805JEVY0C1  10部

- 金旅XML6922J13C
（2007.9 - 2018.1）
- 宇通ZK6805BEVG13
（2018.1 - 2021.5）
- 金旅XML6805JEVY0C1
（2019.6 - 2019.9 / 2025.8 - ）
- 中车时代TEG6820BEV01
（2021.5 - 2024.12）
- 福田BJ6851EVCA-30
（2025.1 - 2025.7）

## 相关
- 泉州公交线路列表